# ゴールデンタイム Vivid Memories
『ゴールデンタイム Vivid Memories』（ゴールデンタイム ビビット・メモリーズ）は、ライトノベルおよびテレビアニメ『ゴールデンタイム』を原作としたPlayStation Vita専用アドベンチャーゲーム。2014年3月27日に角川ゲームスから、通常版・限定版（後述）・ダウンロード版が同時発売された。

## 概要
原作は竹宮ゆゆこ箸のライトノベル『ゴールデンタイム』。2013年10月から2014年3月まで放送された同作のテレビアニメ版を踏襲しており、一部製作スタッフが参加している。竹宮ゆゆこ作品が単独でゲーム化するのは、竹宮の前作『とらドラ!』のPlayStation Portable専用ソフト『とらドラ・ポータブル!』以来2作品目であり、前作の製作スタッフの多くが本作の制作にも加わっている。また竹宮自身もシナリオの監修という立場で本作に関わっている。
シナリオは、本作の主人公である「多田万里」の視点で原作の序盤からスタートするが、ストーリーが進むにつれて次第に原作より離れたオリジナルシナリオとなる。基本的には選択肢を選び、テキストを読み進めていくことでシナリオが進行するが、一部本作独自のシステムも存在する（後述）。
週刊ファミ通2014年4月3日号（No.1320）の40点満点のクロスレビューでは32点でゴールド殿堂の評価を得た。
予約特典として、撮り下ろしドラマCDと本作のサウンドトラックCD2枚「ゴールデンタイム Vivid Memories プレミアムCD」が付属する。
後にスマートフォン端末版『ゴールデンタイム Vivid Memories SP』の配信も発表された。Android版は2014年6月11日から、iOS版も2014年6月30日から配信が開始される。同時にフルボイス機能がカットされた廉価版「ライト」と、無料で序盤まで体験できる「体験版」も配信される。同作は本編のみで、各種アイテム鑑賞やミニゲームは収録されない。

## システム

### MAPイベント
共通シナリオ以外で、本作のアドベンチャーパート進行の根幹の一つ。大学内の行動可能個所と、関連人物のアイコンが表示され、それを選択してイベントを消化する。一度のタイミングで複数選べる場合や、一つしか選べない場合、特定の一つを選んだらシナリオが進行する場合などがある。

### 履修イベント
ある程度シナリオが進行すると発生する強制イベント。三ヶ所の空欄を埋める形で大学授業を選択して履修登録を行う。授業内容によっては特定のキャラクターとの遭遇率が上がる。

### ツーショット会話
シナリオ中に挿入される、ヒロインとの会話イベント。複数の選択肢を選んで相手の好感度を上昇させることが目的で、同じ選択肢でも直前の会話内容次第では反応が変化する。失敗した場合「必死でフォローシステム」を作動するか選択でき、場合によっては失敗を免除することができる。なおこの会話シーンのみ、ヒロインの作画が通常の立ち絵ではなく「Realize2D」という特殊な3D画像になる。

### GatheringTopicsイベント
略称は「GTイベント」。居酒屋における「飲み会」を再現したイベントで、シナリオ中にたびたび挿入される。流れていく会話の中から特定のキーワードを3つまでストックし、会話の合間にキーワードを選択する。失敗せずに続けると全部で3回の選択が発生するが、失敗するとイベントが強制終了する。また同じ選択肢を3つ揃えて成功すると「フィーバー」が発生して特殊な進行が発生する。

## ストーリー
物語は原作・アニメ同様、多田万里が大学一年生の入学式に向かう時点から始まる。シナリオ前半は原作シナリオを多少アレンジした形で進み、履修選択直後に「サークル活動」と「アルバイト」のどちらに重点を置くかでシナリオが大きく分岐する。「サークル活動」ルートでは万里が千波や柳澤とともに映研に加入、「アルバイト」ルートではNANA先輩や千波の紹介で臨時アルバイトをするようになる。ある程度エンディングをこなすと、香子とリンダのグッドエンディングへ向かう第三のルートが解禁される。

## 登場人物
多田万里（ただ ばんり）
声 - 古川慎
本作の主人公。プレイヤーはこのキャラクターの視点で物語を読み進めていくこととなる。ミニゲーム「SadouDefender」の操作キャラの一人。
原作にも登場する「霊魂の万里」も本作で語り部として登場し、シナリオ展開によっては万里と中身が入れ替わることもある。あくまで語り部に過ぎないが、おまけシナリオでは霊魂よりのエンディングが存在する。
加賀香子（かが こうこ）
声 - 堀江由衣
攻略対象ヒロインの一人。原作のメインヒロインであり、エンディング数は3つと最多。
林田奈々（はやしだ なな）
声 - 茅野愛衣
攻略対象ヒロインの一人。通称・リンダ。原作でも準ヒロインであり、エンディング数は香子と並んで3つと最多。
岡千波（おか ちなみ）
声 - 木戸衣吹
攻略対象ヒロインの一人。原作では万里との恋愛描写はなかったが、本作では2つのエンディングが用意されている。
柳澤光央（やなぎさわ みつお）
声 - 石川界人
主人公の親友の一人。彼寄りのエンディングが2つ存在する。ミニゲーム「SadouDefender」の操作キャラの一人。
二次元くん
声 - 比上孝浩
主人公の親友の一人。本名は佐藤隆哉。彼寄りのエンディングが1つ存在する。ミニゲーム「SadouDefender」の操作キャラの一人。
NANA先輩（ナナ-）
声 - 佐藤聡美
リンダの先輩で、万里の隣室の住人。彼女寄りのエンディングが1つ存在する。
さおちゃん
声 - 後藤沙緒里
茶道部の二年生部員。茶道部エンディングは4つ用意されているが、うち一つは彼女と恋愛関係に発展するシナリオとなっている。
しーちゃん
声 - 伊藤静
茶道部の二年生部員。本作独自の設定として、さおちゃんとともに「霊魂バスターズ」なる退魔組織を結成しており、何らかの超常の力を持っているような描写がある。
コッシー先輩
声 - 近藤孝行
リンダの先輩で、サークル「おまけん」の会長。本名は輿野。
VJ（ブイジェイ）
声 - 釘宮理恵
二次元くんの作ったオリジナルキャラクター。本名はブリジット・ジェオミリア。本編ではほとんど登場しないが、エンディング後のヒントコーナーに登場する。またミニゲーム「VJスラッシュ」では彼女がプレイヤーキャラクターとなる。
愛可（あいか）
声 - 内田真礼
二次元くんの友人。シナリオ分岐で「サークル活動」を選択すると登場する。外伝「二次元くんスペシャル」のキャラクターであり、キャスティングは本作が初めて。
秋（あき）
声 - 斎藤千和
二次元くんの後輩。シナリオ分岐で「サークル活動」を選択すると登場する。外伝「二次元くんスペシャル」のキャラクターであり、キャスティングは本作が初めて。
勧誘員
声 - 種田梨沙
カルト宗教の勧誘員。シナリオ序盤で登場し、選択肢次第では彼女よりのエンディングに到達できる。
社長
声 - 大川透
NANA先輩なじみの店の店長。シナリオ分岐で「アルバイト」を選択すると登場する。容姿の非常によく似た、海の家の「店長」というキャラクターも登場するが、社長と同一人物かは明らかでない。
多田美恵子（ただ みえこ）
声 - 本田貴子
万里の母。万里が帰省すると音声のみ登場する。
玲那（れいな）
声 - 櫻井浩美
千波や柳澤の先輩。
トモヤス
声 - 島﨑信長
NANA先輩のバンド仲間。

## ミニゲーム
拠点防衛ゲーム「SadouDefender」、横スクロールアクションゲーム「VJスラッシュ」、パズルゲーム「着せ替えバブル」の三種類のミニゲームが収録されている。なお「着せ替えバブル」においては竹宮ゆゆこの前作『とらドラ!』のヒロインである逢坂大河（声 - 釘宮理恵）・櫛枝実乃梨（声 - 堀江由衣）・川嶋亜美（声 - 喜多村英梨）の三名も登場する。

## 主題歌
オープニング
「Golden Time」
作詞 - 吉田詩織 / 作曲・編曲 - Kohei by SIMONSAYZ / 歌 - 堀江由衣
テレビアニメ版のオープニングアニメと同様。

エンディング
「コトノハ」
作詞 - 森由里子 / 作曲 - 椎名豪 / 編曲 - 岡田健治・岡田小夜子
エンディングによってボーカルが代わり、「香子&リンダ&千波Ver.」「香子Ver.」「リンダVer.」「千波Ver.」「万里&柳澤&二次元くんVer.」「NANA先輩Ver.」が存在し、うち後者3つは曲も専用にアレンジされている。
「遠まわりの道」
作詞 - 森由里子 / 作曲 - 椎名豪 / 編曲 - 宮野幸子
グッドエンディング専用曲。エンディングによってボーカルが代わり、「香子&リンダ&千波Ver.」「香子Ver.」「リンダVer.」「千波Ver.」が存在し、うち「千波Ver.」のみ曲も専用にアレンジされている。
「いいんじゃない？」
作詞 - 森由里子 / 作曲 - 椎名豪 / 編曲 - 岡田健治
エンディングによってボーカルが代わり、「さおちゃんVer.」「しーちゃんVer.」「さおちゃん&しーちゃんVer.」「万里&さおちゃん&しーちゃんVer.」「万里&柳澤&二次元くんVer.」が存在する。またボーカルの裏では本作の登場キャラクターのボイスが挿入されている。

## スタッフ
- 原作 - 竹宮ゆゆこ
- キャラクター原案 - 駒都えーじ
- ストーリー構成 - ヤスカワショウゴ、喜多雅
- ディレクター - 家弓晋輔
- CG作画監督 - 井沢彩香
- アニメーション制作 - J.C.STAFF
- 音響制作 - 田中理恵（マジックカプセル）
- SE制作 - 土屋直樹
- BGM制作 - 橋本由香利（VERYGOO）
- 制作協力 - おまけん[1]、電撃文庫編集部
- プロデューサー - 金山健太
- 統括プロデューサー - 鈴木一智、深川悟郎、宮下知幸
- 製作総指揮 - 塚田正晃
- 開発 - キャトルコール
- プロデュース - アスキー・メディアワークス
- 発売 - 角川ゲームス
- 企画・製作 - KADOKAWA

## 関連商品

### 初回限定版
以下の特典を同梱する初回限定版も同時発売。
- スペシャルファンブック
- 加賀香子 1/8スケール 水着フィギュア

### ダウンロードコンテンツ
PSNにて追加シナリオが配信されている。いずれも本作のエンディングの後日談的要素を含んでいるショートシナリオで、独立してメインメニューに追加される。
- ショートストーリーVol.1「禁断のハイブリッドカフェ」 - 2014年4月9日配信
- ショートストーリーVol.2「湯けむりのラッキーボーイ」 - 2014年4月23日配信